# ヘリー・クネットマン

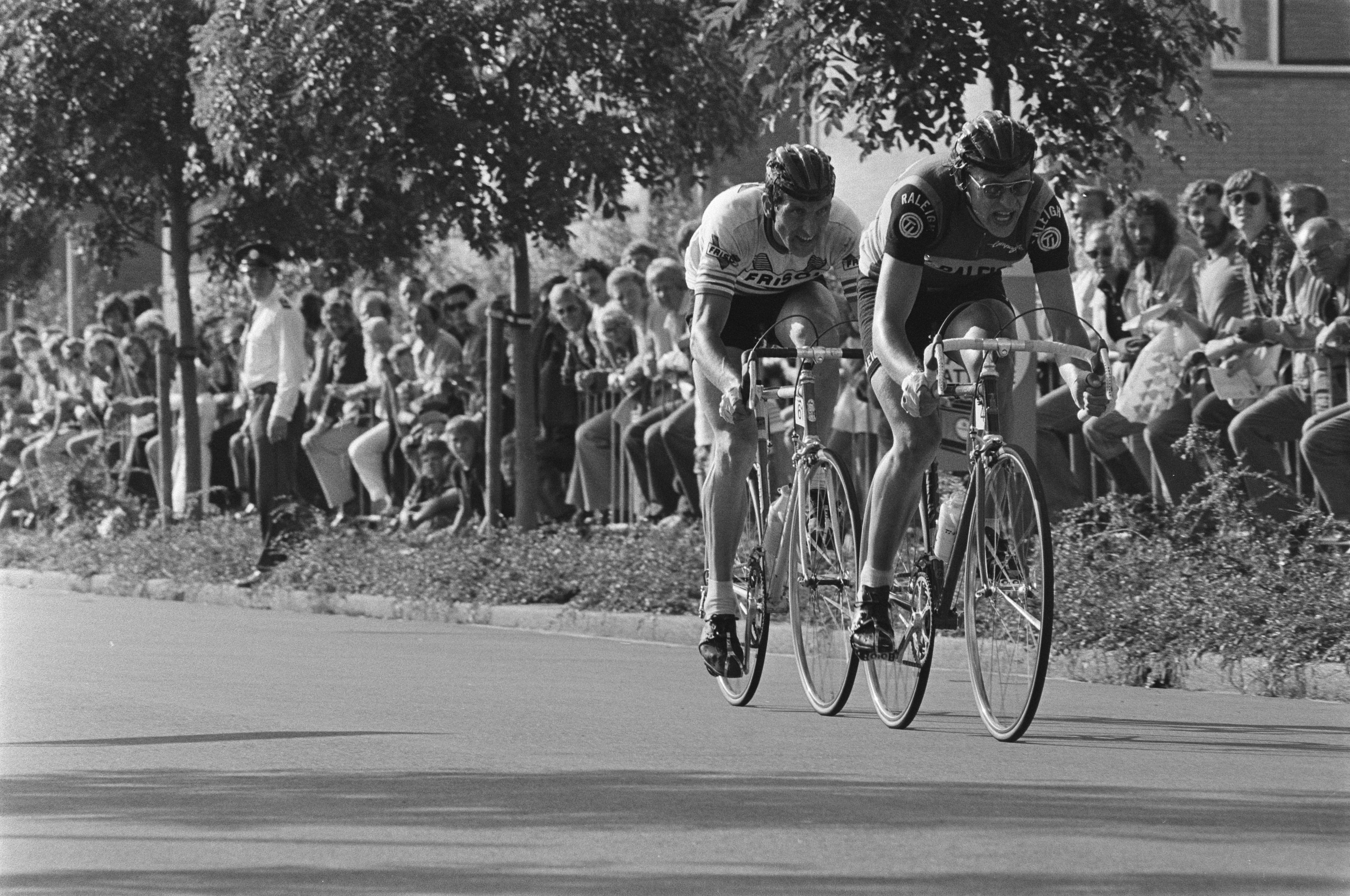
ヘリー・クネットマン (1976)

ヘリー・クネットマン（Gerrie Knetemann、1951年3月6日 - 2004年11月2日）は、オランダ、アムステルダム出身の元自転車競技選手。ロードレースを主体に活動しながらも、6日間レースを中心としたトラックレースでも実績を上げた。
ヘリー・クネトマンのほうが原音に近い思われるが、検索サイトや自転車競技雑誌を見る限り、日本ではクネットマンと表記されることが多い傾向が見られることから、それに倣うことにする。

## 経歴
ガン・メルシエとプロ契約を結んだ1974年、アムステルゴールドレースを制覇。
1975年、ツール・ド・フランスに出場。第12ステージを制した。
そして1976年、名将・ペーター・ポスト率いる、TI・ローリーに移籍。同チームは、ヨープ・ズートメルク、ヤン・ラース、ヘニー・キュイパーらの同胞選手を中心とした、当時の自転車チームとしては最強の布陣と言われたチーム力を誇っていたが、クネットマンは解散年となる1983年まで在籍。移籍初年となる同年、オランダ一周を総合優勝。
1977年、ダンケルク4日間レースで総合優勝を果たし、ツール・ド・フランスでは、第19、第21ステージを制した。
そして1978年、選手生活のクライマックスを迎える。パリ〜ニースを総合優勝（区間2勝）、ツール・ド・フランスでは、第18、22ステージを制覇。そして、ニュルブルクリンクで開催された世界選手権において、フランチェスコ・モゼール（2位）の連覇を阻み優勝。この他、パトリック・セルキュと組んで、ヘント6日間レースでも優勝している。
1979年、ツール・ド・フランスのプロローグを制し、マイヨ・ジョーヌに袖を通す。また同レースでは、第22ステージも制した。
1980年、オランダ一周で総合優勝を果たし、ツール・ド・フランスでは第12ステージを制覇。また、マイヨ・ジョーヌも1日保持。
1981年、オランダ一周を連覇。ツール・ド・フランスでは4日間、マイヨ・ジョーヌを保持した。
1982年、ツール・ド・フランスにおいて、第4、第9（チームタイムトライアル）、第11ステージを優勝。また、デ・パンネ3日間を制した。
しかし、1983年のツール・ド・ベルギーにおける落車事故により、同年シーズンの大半を棒に振ったばかりか、同年限りでTI・ローリーが解散となった影響も大きく、その後のロードレースにおける主要優勝実績は、1985年のアムステルゴールドレース及び、1986年のオランダ一周総合優勝といった程度にどとまった。1991年に現役を引退。
引退後はオランダナショナルチームの代表選考委員の職に就く傍ら、1992年にヴィレム＝アレクサンダー王太子とともにニューヨークマラソンに参加して話題となる。2004年、北ホラント州のベルヘンにおいて、マウンテンバイクでツーリング中に突然倒れたが、同年11月2日、心筋梗塞のため死去した。